# Савченко Олексій Юрійович
Олексій Юрійович Савченко (нар. 19 листопада 1977, Десна, Козелецький район, Чернігівська область) — український політик, підприємець, народний депутат України VIII скликання, член фракції «Блок Петра Порошенка», заступник голови бюджетного Верховної Ради України, член міжпарламентських груп зі зв'язків із парламентами Білорусі, Кіпру, Норвегії, Словаччини. Голова Миколаївської обласної державної адміністрації з 6 жовтня 2016.
30 березня 2018 року тимчасово відсторонений від обов'язків на час проведення слідства. Звільнений з посади 11 червня 2019 року.

## Освіта
- 1994 — закінчив Київський військовий ліцей ім. Богуна.
- 1997-го закінчив Інститут підготовки кадрів Управління по боротьбі з організованою злочинністю (УБОП).
- 2003-го закінчив Національну академію внутрішніх справ України (кваліфікація — юрист).
- 2008 — закінчив Міжрегіональну академію управління персоналом, кваліфікація — магістр економіки та управління трудовими ресурсами.

## Кар'єра
- 1994–2003 — Головне управління МВС України у місті Києві — заступник начальника відділу, начальник відділу, заступник начальника управління.
- 2004–2005 — начальник управління безпеки, заступник голови правління банку «Персональний Комп'ютер» (згодом «Родовід»).
- 2005–2006 — Голова Правління ПАТ «Азія Універсал Банк»;
- 2006–2010 — заступник Голови Правління, Голова Правління ПАТ «ПАРТНЕР-БАНК»;
- 2007 — Перший віцепрезидент ХК «Київміськбуд»;
- 2010 — голова концерну «Укрспирт» (протягом 2 місяців);
- 2010–2011 — Голова Наглядової Ради ПАТ «КОНВЕРСБАНК»;
- 2011–2012 — голова правління «Авант-банку», радник голови правління з економічних питань;
- З 2014 — нардеп VIII скликання, член фракції «Блок Петра Порошенка», заступник голови Комітету ВР з питань бюджету.
- 13 вересня 2016 року конкурсна комісія з питань вищого корпусу державної служби обрала депутата Верховної Ради України від фракції «Блок Петра Порошенка» Олексія Савченка головою Миколаївської обласної державної адміністрації[6].
- 6 жовтня 2016 року був призначений на посаду голови Миколаївської обласної державної адміністрації.[7] Представляв Олексія Савченка на посаді голови ОДА в Миколаєві перший заступник Голови Адміністрації Президента України Віталій Ковальчук[8].
- 22 квітня 2019 — звільнився з посади голови Миколаївської облдержадміністрації.[9]

## Законодавча діяльність
Автор ряду законопроєктів і проєктів постанов у бюджетній сфері. Зокрема, ініціював зміни до законодавства про державні закупівлі, Податковий кодекс, підтримав систему фінансування дорожнього будівництва за рахунок надходжень від митних зборів. Також Олексій Савченко ініціював впровадження в Україні системи внутрішнього аудиту чиновників і директорів держпідприємств. Крім того, виступив співавтором нової системи комерційного обліку комунальних послуг.

## Громадська діяльність
- З 2014 — президент Національної федерації самбо України.
- З 2008 — президент громадського об'єднання «За Чернігів».[10]

## Спортивні досягнення
Кандидат у майстри спорту з боксу та кікбоксингу. У 2008, будучи власником футбольного клубу Десна, зробив скандальну заяву про причину успіху клубу у попередньому сезоні: «Грала не „Десна“, а грали мої „бабки“ та амбіції. Кожна гра мені коштувала від 5 до 15 тисяч доларів. Я можу пофамільно назвати суддів, які брали гроші і людей, котрі їх їм давали. Коли я престав їм платити, то став таким і спортивний результат, який нині і заслуговують футболісти». За результатами засідання виконавчого свого комітету, ФФУ тимчасово відсторонила фігурантів справи (серед підозрюваних опинилось 5 суддів) і постановила передали всі матеріали до Прокуратури Чернігівської області.

## Особисте життя
Не одружений.

## Критика
Допустив численні помилки в презентації своєї конкурсної програми на посаду губернатора.
27 грудня 2010 — продав ТОВ «Компанія з управління активами „Фінансовий актив“» земельну ділянку сільськогосподарського призначення площею 1 га в Бобринецькому районі Кіровоградської області, за 96,5 млн грн., не сплативши податку з доходів фізичних осіб.
У травні 2017 року стало відомо, що Миколаївська обласна рада підписала договір на просування в соцмережах та інтернет-ресурсах. Ціна одного повідомлення в соцмережах Facebook і Youtube мала скласти 2659,41 грн.

## Матеріальне становище
| 2015 | Загальний дохід                                   | 41,5 млн грн.                                                                                           |
|      | - з них зарплата                                  | 67,3 тис. грн.                                                                                          |
|      | - дивіденди, відсотки                             | 41,2 млн грн.                                                                                           |
|      | - доходи від продажу майна                        | 183,9 тис. грн.                                                                                         |
|      | Земля, нерухомість:                               | |
|      | — 2 земельні ділянки                              | 37,32 тис. кв. м                                                                                        |
|      | — 20 об'єктів комерційної нерухомості             | 1763,1 кв. м                                                                                            |
|      | Автомобілі:                                       | VW Touareg 2015 року випуску (в лізинг)                                                                 |
|      | На рахунках у банках                              | 241,3 млн грн.                                                                                          |
|      | Номінальна вартість цінних паперів                | 100,6 млн грн.                                                                                          |
|      | Розмір внесків до статутних капіталів підприємств | 153,8 млн грн.                                                                                          |
| 2014 | Загальний дохід                                   | 27,996 млн грн.                                                                                         |
|      | — з них зарплата                                  | 7,6 тис. грн.                                                                                           |
|      | — дивіденди, відсотки                             | 27,988 млн грн.                                                                                         |
|      | Земля, нерухомість:                               | |
|      | — 2 земельні ділянки                              | 37,32 тис. кв. м.                                                                                       |
|      | Автомобілі:                                       | Mercedes-Benz, модель G 63 AMG, легковий-В (2012) Mercedes-Benz, модель G500, легковий універсал (2012) |
|      | На рахунках у банках                              | 390,4 млн грн.                                                                                          |